# Gerald Sippel

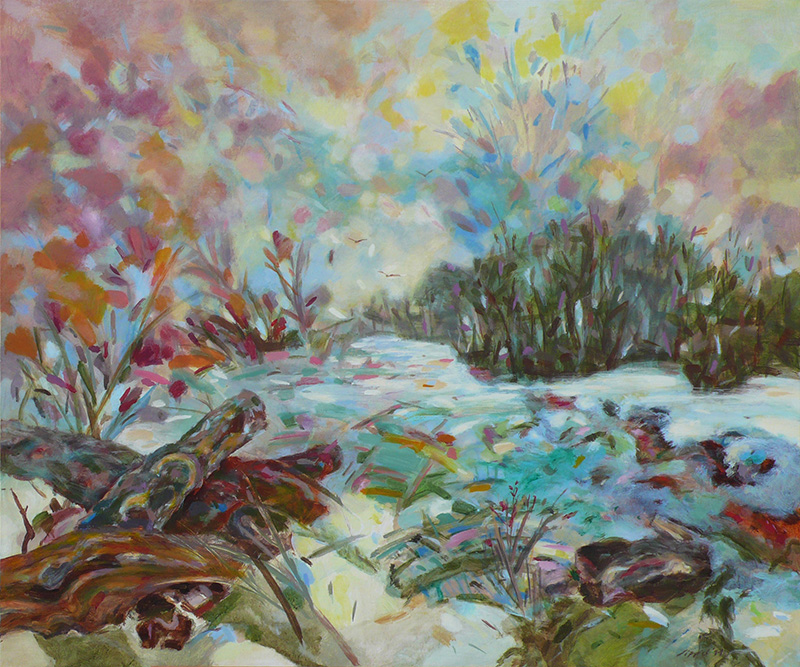
Gerald Sippel: Jahreszeiten (2011)

Gerald Sippel (* 17. Februar 1945 in Chemnitz) ist ein deutscher Maler und Grafiker.
Sein künstlerisches Wirken umfasst Tuschezeichnungen, Aquarelle, Radierungen, Lithografien bis hin zur Acrylmalerei. Landschaften, Porträts, Naturstücke, Stillleben sind seine Themen.

## Leben
Nach dem Abitur 1965 studierte Gerald Sippel Kunsterziehung und Geschichte an der Universität Leipzig mit dem Abschluss Diplom. Von 1973 bis 1989 war er Künstlerischer Leiter des Abendstudiums für Malerei und Grafik an der Hochschule für Bildende Künste Dresden und der Fachschule für angewandte Kunst in Schneeberg. Von 1976 bis 1989 war er Mitglied im Verband Bildender Künstler der DDR. Im Sommer 1989, noch vor der Wende, übersiedelte der Künstler mit seiner Familie in die Bundesrepublik. Danach war er Hochschullehrer und freier Mitarbeiter an der Universität Augsburg bis 2002 und ab dann Kunstlehrer in Neuss und Aachen. Seit 2010 ist er als Künstler freiberuflich in Aachen tätig.
Arbeiten von Gerald Sippel befinden sich unter anderem in der Deutschen Bank, Sammlung Ludwig, Neuen Sächsischen Galerie, Galerie Junge Kunst in Frankfurt (Oder), Unternehmen, öffentlichen Gebäuden und Privatbesitz.

## Ausstellungen und Ausstellungsbeteiligungen
- 1974–1985: Beteiligung an den Bezirkskunstausstellungen und „Junge Kunst der DDR“ und in Prag, Breslau, Krakau, Vidin in Bulgarien
- 1978: Kleine Galerie Meerane und Flöha
- 1979: Kleine Galerie Aue und Galerie des staatlichen Kunsthandels Karl-Marx-Stadt
- 1981: Kleine Galerie in Hohenstein-Ernstthal
- 1982: „100 ausgewählte Grafiken der DDR“
- 1983: „100 ausgewählte Grafiken der DDR“ und Galerie Oben Karl-Marx-Stadt gemeinsam mit Wolfram Schneider
- 1984: Cotta Club Freiberg
- 1985: Galerie am Brühl gemeinsam mit Fotografien von Gerdi Sippel und Galerie im Stadthaus in Jena
- 1986: Galerie im Schloss Hinterglauchau mit Fotografien von Gerdi Sippel
- 1987: Galerie der Technischen Hochschule Ilmenau und Kunstverein Ljubljana, Jugoslawien
- 1990: Belluno, Palazzo Crepadona Galerie, Ausstellung „sieben Aachener Künstler“ und Atelierhaus Süsterfeld in Aachen
- 1991–1996: Galerie in der Bibliothek der Universität Augsburg, Dozentenausstellung
- 1992: Galerie im Kunstverein Schrobenhausen, Dozentenausstellung
- 1993: Computergrafik in der Universität Augsburg gemeinsam mit Norbert Winter
- 1994: Computergrafik bei NCR Corporation Augsburg mit Norbert Winter
- 2011: Sammlung Neue Sächsische Galerie, „Bilder einer Großstadt“